# Szew okrężny szyjki macicy
Szew okrężny szyjki macicy – szew zakładany w przypadku przedwczesnego dojrzewania szyjki macicy w ciąży, co grozi porodem przedwczesnym. 
Jest to metoda leczenia niewydolności cieśniowo-szyjkowej, czyli rozwierania się szyjki macicy bez czynności skurczowej mięśnia macicy przed ukończeniem 28 tygodnia ciąży. Zakłada się go na część pochwową szyjki metodą McDonalda lub Shirodkara, czyli przez pochwę ciężarnej. Rzadko stosuje się zakładanie szwu drogą brzuszną. Obecnie nie ma konkretnego wieku ciążowego odpowiedniego do założenia szwu okrężnego. Odstępuje się od zabiegu założenia go, w przypadku gdy płód urodzony przedwcześnie ma szansę na przeżycie. 

## Wskazania
- Swobodne wprowadzenie rozszerzadła Hegara o rozmiarze 8 do kanału szyjki[2].
- Swobodne wprowadzenie cewnika Foleya wypełnionego 2-3 ml wody[2].
- Zniekształcenie ujścia szyjki.
- Nieprawidłowa budowa szyjki.
- Uraz szyjki w wywiadzie.
- Obecne rozwarcie szyjki macicy w ciąży niedonoszonej.
- Wpuklanie się błon płodowych do kanału szyjki macicy.

## Warunki leczenia
- Dobrostan płodu, określany za pomocą badań USG i kardiotokografii[1].
- Nakaz zmiany stylu życia ciężarnej: nie może się przemęczać, stresować i pracować fizycznie. Zapewnienie wypoczynku i ograniczenie ruchu[1].
- Określenie flory bakteryjnej pochwy ciężarnej i wykluczenie zakażenia[2].
- Hospitalizacja, jeżeli jest konieczna.
- Farmakologiczne leczenie czynności skurczowej macicy w okresie przedoperacyjnym i kontynuowanie terapii, gdy jest to konieczne.

## Zdjęcie szwu
Zwykle szew zdejmuje się po ukończeniu 37 tygodnia ciąży. Jeżeli czynność skurczowa mięśnia macicy wystąpi wcześniej i niemożliwe jest jej wyciszenie tokolitykami szew należy bezwzględnie zdjąć.

## Powikłania
- PROM
- Zakażenie wewnątrzowodniowe
- Urazy szyjki macicy
- Spełznięcie szwu[2]

## Rokowanie
Skuteczność tego zabiegu jest bardzo duża. W zależności od metody wykonania wynosi 73-100%.